# Groupe de M106
Le groupe de M106 comprend au moins 24 galaxies situées dans les constellations de la Grande Ourse et des Chiens de chasse. La distance moyenne entre ce groupe et la Voie lactée est d'environ 7,09 Mpc (∼23,1 millions d'al).

## Distance du groupe de M106
Toutes les galaxies de ce groupe sont trop près du Groupe local et on ne peut pas utiliser loi de Hubble pour déterminer leur distance. Pour plusieurs galaxies, il y a peu ou pas de mesure indépendantes du décalage vers le rouge. La distance de ces galaxies est donc souvent peu connue. Quoi qu'il en soit, la valeur moyenne des distances de Hubble est de 9,911 ± 2,272 Mpc (∼32,3 millions d'al), ce qui est assez semblable à la valeur moyenne des distances obtenues par des méthodes indépendantes du décalage qui est égale à 7,103 ± 2,332 Mpc (∼23,2 millions d'al).   

## Membres
Le tableau ci-dessous liste les 24 galaxies du groupe indiquées dans l'article de A.M. Garcia paru en 1993.
Plusieurs galaxies du groupe de M106  font aussi partie d'un groupe plus vaste qui compte plus de 80 galaxies, le groupe de M101 décrit dans un article publié par Abraham Mahtessian en 1998. Plusieurs galaxies de la liste de Mahtessian se retrouvent également dans d'autres groupes décrit par A.M. Garcia, soit le groupe de NGC 3631, le groupe de NGC 3898, le groupe de M109 (NGC 3992), le groupe de NGC 4051, le groupe de M106 (NGC 4258) et le groupe de NGC 5457. 
Plusieurs galaxies des six groupes de Garcia ne figurent pas dans la liste du groupe de M101 de Mahtessian. Il y a plus de 120 galaxies différentes dans les listes des deux auteurs. Puisque la frontière entre un amas galactique et un groupe de galaxie n'est pas clairement définie (on parle de 100 galaxies et moins pour un groupe), on pourrait qualifier le groupe de M101 d'amas galactique contenant plusieurs groupes de galaxies. 
Le groupe de M101 fait parite de l'Amas de la Vierge qui se trouve au centre du superamas de la Vierge, dont fait partie le Groupe local où se trouve la Voie lactée.
| Nom      | Constellation | Class.       | Type                               | α (J2000.0)   | δ (J2000.0) | Vitesse radiale (km/s) | m    | Distance (Mpc) | Diamètre (kal) | D (Mpc)      |
| -------- | ------------- | ------------ | ---------------------------------- | ------------- | ----------- | ---------------------- | ---- | -------------- | -------------- | ------------ |
| NGC 4144 | GO            | SAB(s)cd?    | Spirale intermédiaire              | 12h 09m 58.6s | 46° 27′ 26″ | 265 ± 1                | 11,6 | 7,05 ± 0,54    | 41             | 6,18 ± 1,73  |
| NGC 4242 | Cc            | SAB(s)dm     | Spirale intermédiaire magellanique | 12h 17m 30.2s | 45° 37′ 09″ | 515 ± 1                | 10,8 | 10,8 ± 0,8     | 34             | 6,31 ± 1,49  |
| NGC 4248 | Cc            | I0           | Irrégulière                        | 12h 17m 30.2s | 45° 37′ 09″ | 482 ± 10               | 12,5 | 10,2 ± 0,8     | 16             | 5,25 ± 2,13  |
| M106     | Cc            | SAB(s)bc     | Spirale intermédiaire              | 12h 18m 57.5s | 47° 18′ 14″ | 461 ± 0                | 8,4  | 6,26 ± 0,47    | 130            | 7,21 ± 0,98  |
| NGC 4449 | Cc            | IBm          | Irrégulière magellanique           | 12h 28m 11.1s | 44° 05′ 37″ | 207 ± 4                | 9,6  | 6,28 ± 1,50    | 23             | 3,88 ± 0,68  |
| NGC 4460 | Cc            | SB(s)0+?     | Lenticulaire                       | 12h 28m 45.5s | 44° 51′ 51″ | 522 ± 2                | 11,3 | 10,9 ± 0,8     | 31             | 7,69 ± 1,54  |
| NGC 4485 | Cc            | IB(s)m pec   | Irrégulière magellanique           | 12h 30m 31.1s | 41° 42′ 04″ | 418 ± 3                | 11,9 | 9,54 ± 0,71    | 26             | 8,99 ± 0,28  |
| NGC 4490 | Cc            | SB(s)d pec   | Spirale barrée                     | 12h 30m 36.2s | 41° 38′ 38″ | 565 ± 3                | 9,8  | 11,7 ± 0,9     | 40             | 6,22 ± 1,78  |
| NGC 4618 | Cc            | SB(rs)m      | Spirale barrée magellanique        | 12h 41m 32.8s | 41° 09′ 03″ | 544 ± 1                | 10,8 | 11,4 ± 0,53    | 31             | 7,24 ± 0,70A |
| NGC 4625 | Cc            | SAB(rs)m pec | Spirale intermédiaire magellanique | 12h 41m 52.7s | 41° 16′ 26″ | 621 ± 1                | 12,4 | 12,5 ± 0,9     | 10             | 10,0 ± 2,5A  |
| M94      | Cc            | (R)SA(r)ab   | Spirale                            | 12h 50m 53.0s | 41° 07′ 14″ | 308 ± 1                | 8,2  | 8,82 ± 0,59    | 68             | 5,13 ± 0,72  |
| IC 3687  | Cc            | IAB(s)m      | Irrégulière naine magellanique     | 12h 42m 15.1s | 38° 30′ 12″ | 354 ± 1                | 13,1 | 8,73 ± 0,66    | 14             | 3,79 ± 1,26  |
| UGC 7271 | Cc            | SBd?         | Spirale barrée                     | 12h 15m 33.4s | 43° 26′ 03″ | 552 ± 2                | 14,7 | 7,78 ± 0,84    | 28             | 13,1 ± 7,85A |
| UGC 7356 | Cc            | dE           | Elliptique naine                   | 12h 19m 09.4s | 47° 05′ 27″ | 272 ± 7                | 15,0 | 7,06 ± 0,55    | 7,5            | 7,19 ± 0,45A |
| UGC 7408 | Cc            | Iam          | Irrégulière magellanique           | 12h 21m 15.0s | 45° 48′ 41″ | 460 ± 2                | 13,2 | 9,92 ± 0,73    | 18             | 7,00 ± 0,29A |
| UGC 7577 | Cc            | Im           | Irrégulière magellanique           | 12h 27m 40.9s | 43° 29′ 44″ | 195 ± 0                | 12,3 | 6,14 ± 0,49    | 11             | 2,65 ± 1,10  |
| UGC 7608 | Cc            | Im           | Irrégulière magellanique           | 12h 28m 44.2s | 43° 13′ 27″ | 536 ± 2                | 13,3 | 11,2 ± 0,8     | 31             | 8,26 ± 0,93A |
| UGC 7639 | Cc            | Im           | Irrégulière magellanique           | 12h 29m 53.4s | 47° 31′ 52″ | 381 ± 4                | 13,6 | 8,59 ± 0,64    | 24             | 6,97 ± 1,11A |
| UGC 7678 | Cc            | Sd           | Spirale                            | 12h 32m 00.2s | 39° 49′ 58″ | 678 ± 1                | 13,2 | 13,5 ± 1,0     | 19             | x            |
| UGC 7690 | Cc            | Im?          | Irrégulière magellanique           | 12h 32m 26.9s | 42° 42′ 15″ | 538 ± 4                | 12,6 | 11,2 ± 0,8     | 20             | 9,4 ± 2,6A   |
| UGC 7719 | Cc            | Sdm          | Spirale naine magellanique         | 12h 34m 00.5s | 39° 01′ 09″ | 679 ± 4                | 14,4 | 13,6 ± 1,0     | 16             | 8,9 ± ?A     |
| UGC 7751 | Cc            | Im?          | Irrégulière naine magellanique     | 12h 35m 11.7s | 40° 03′ 39″ | 608 ± 6                | 14,9 | 12,4 ± 0,9     | 8,3            | 7,91 ± ?A    |
| UGC 7774 | Cc            | Sc           | Spirale                            | 12h 36m 22.7s | 40° 00′ 19″ | 522 ± 1                | 14,0 | 11,2 ± 0,8     | 54             | 21,1 ± 6,5B  |
| UGC 7827 | Cc            | Im?          | Irrégulière naine magellanique     | 12h 39m 38.9s | 44° 49′ 14″ | 554 ± 2                | ?    | 11,3 ± 0,8     | 13             | x            |

- ATrois mesure ou moins.
- BCette valeur est la moyenne de 16 mesures. L'appartenance de cette galaxie au groupe de M106 est douteuse.

Le site DeepskyLog permet de trouver aisément les constellations des galaxies mentionnées dans ce tableau ou si elles ne s'y trouvent pas, l'outil du site constellation permet de le faire à l'aide des coordonnées de la galaxie. Sauf indication contraire, les données proviennent du site NASA/IPAC. 